# Црвенкапа
Црвенкапа или Црвенкапица је позната бајка у којој мала девојчица среће препреденог вука.
Различите верзије приче су постојале у фолклору многих европских народа, све док једну од њих није у 17. веку забележио Шарл Перо. Најпознатију су верзију у 19. веку написали браћа Грим.
Они су слушали традиционалне приче за старије људе и написали су их у књизи. Многе „бајке“, како су се обично звале, сакупљене су у књизи браће Грим. На енглеском језику прича је названа "Little Red Cap", а данас је позната под називом "Little Red Riding Hood". По Арне-Томсон-Утер индексу (АТУ индексу), прича је класификована под бројем 333.

## Прича
Била једном једна девојчица која је носила црвену капу. Њена мајка ју је послала да посети болесну баку. Мајка јој је рекла да се на путу не сме заустављати. Вук је видео девојчицу на путу у шуму и направио је план да је поједе. Пристојно је питао дјевојчицу где иде, а лаковерна девојчица пријатељски му је одговорила. Девојчици је вук понудио да бере цвеће за своју баку. Док је она брала цвеће, вук је пожурио до бакине куће, а кад је у њу ушао, појео је баку. На своју главу ставио је бакину ноћну капу и легао у кревет. Када је девојчица ушла у бакину кућу, вук ју је такође појео и заспао (у Пероовој верзији овде је крај). Дрвосеча (или у неким верзијама ловац) је дошао и пререзао вуку трбух. Девојчица и њена бака биле су спашене. Потом је дрвосеча ставио камење у тело вука како би га убио. У верзији браће Грим, вук напусти кућу и проба да пије воду са бунара, али због камења у стомаку, упада и дави се (доживљавајући сличан крај као у бајци Вук и седам јарића).

## Поука
Као и свака прича за малу децу, прича има за поуку да деца не треба да ступају контакт са незнанцима. Прича има и елементе маште: вук говори, вук прогута баку и Црвенкапу, а оне остану живе у стомаку вука. Бајка Црвенкапа садржи стару причу о крволочном вуку који је прогутао баку и девојчицу и свевременску поруку о свевидећем оку правде која не дозвољава да зло остане некажњено. Црвенкапа је оличење дечје наивности и невиности; у њеном понашању доминира љубав и знатижеља, виђена исконским нагоном човека за спознајом света.